# Ravenne
Pour les articles homonymes, voir Ravenne (homonymie).
Ravenne (en italien : Ravenna, /raˈvenna/ ; en romagnol : Ravêna) est une ville italienne de la province de Ravenne en Émilie-Romagne. Elle est considérée comme la capitale mondiale de la mosaïque.

## Histoire
Sur le site de Ravenne, les plus anciennes preuves archéologiques remontent au moins au Ve siècle av. J.-C., à l'époque de la civilisation ombrienne qui a perduré jusqu'au IIIe siècle av. J.-C., lorsque les premiers contacts avec la civilisation romaine ont commencé à avoir lieu. Elle tomba entre les mains des Romains en l'an 234 av. J.-C., et devint municipe.
C'est à Ravenne que Jules César avait l'habitude de prendre ses quartiers d'hiver, alors qu'il était proconsul des Gaules. C'est de Ravenne, encore, qu'il partit avec une partie de ses forces armées pour franchir le Rubicon, le fleuve séparant la Gaule Cisalpine de l'Italie romaine.

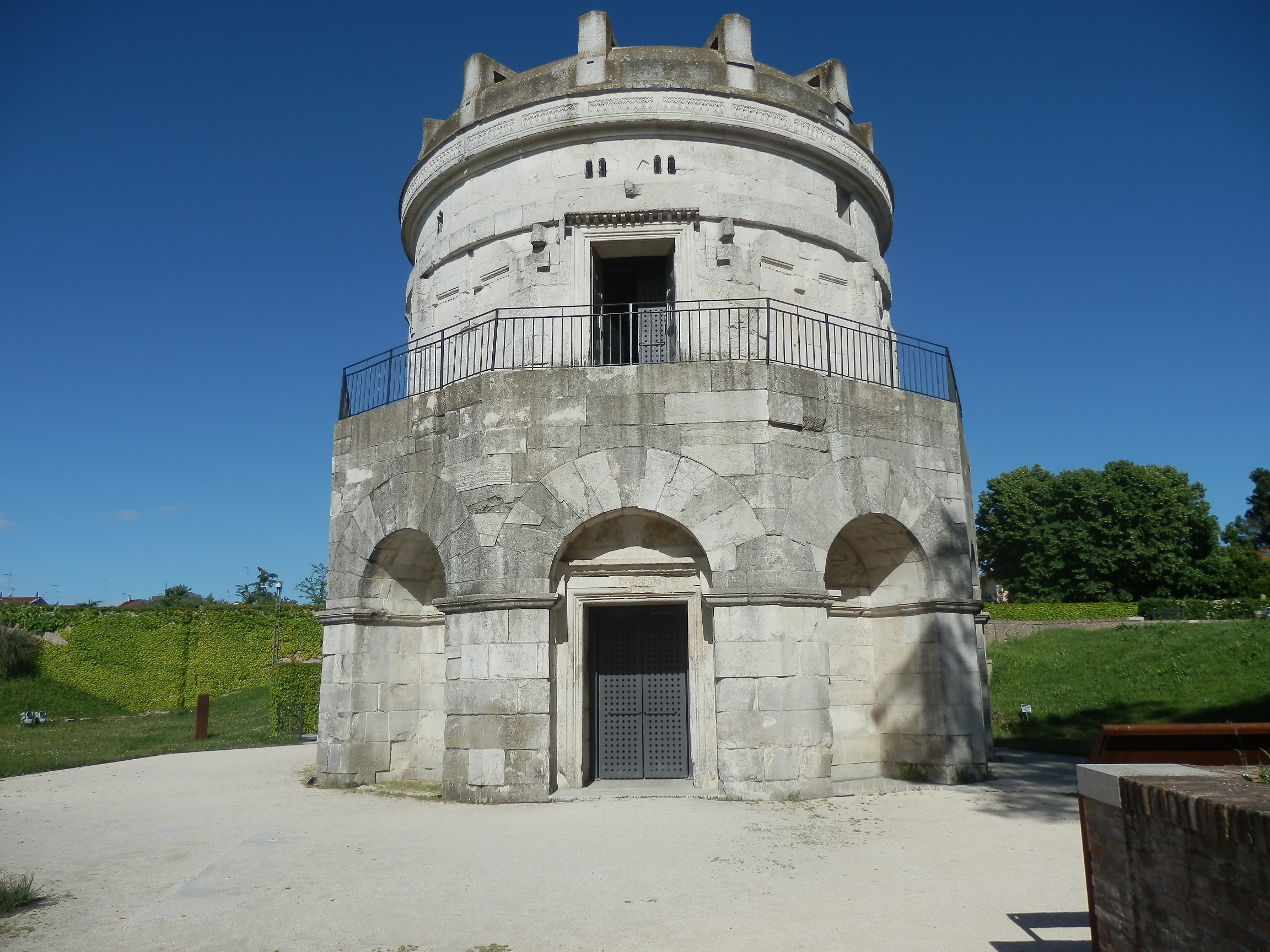
Mausolée de Théodoric.

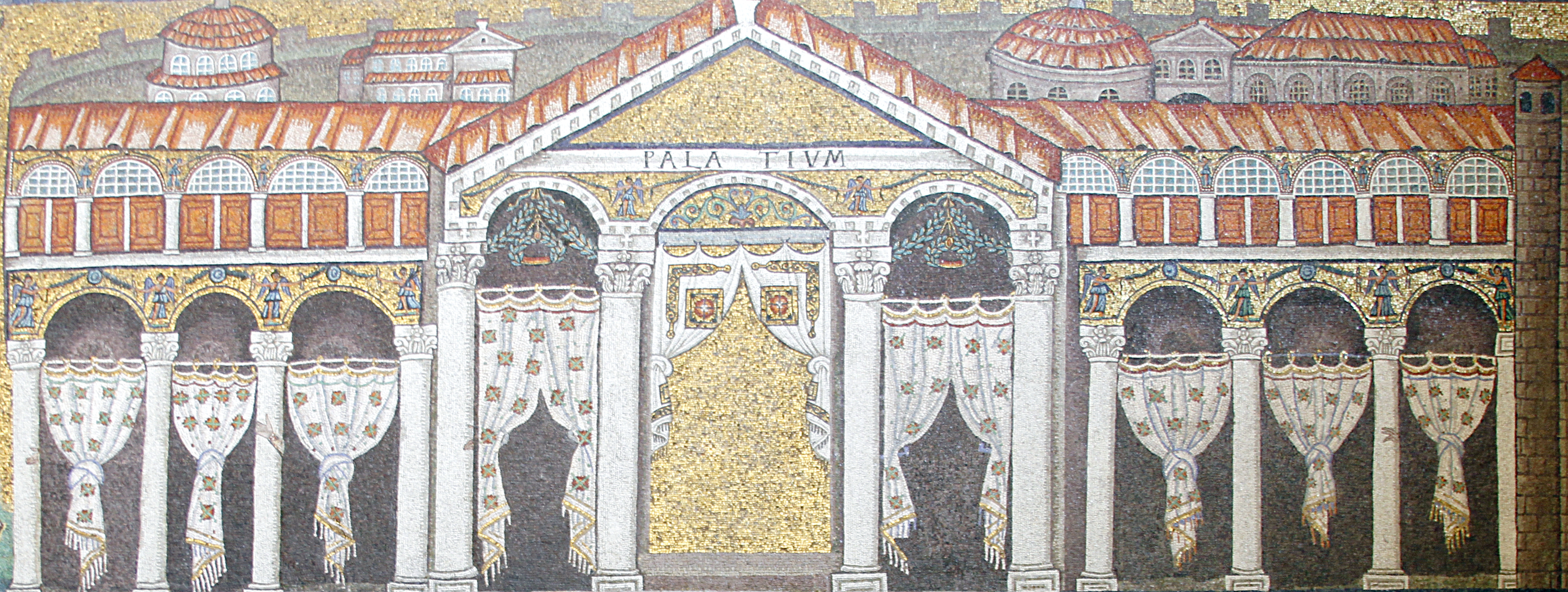
Mosaïque de la basilique Saint-Apollinaire-le-Neuf représentant le palais de Théodoric le Grand.

Disposant à 3km d'un port de bonne capacité (jusqu'à 250 navires), Ravenne fut une cité de première importance au tournant de l'Antiquité tardive et du Moyen Âge. C'est Auguste qui lance les travaux du port pour y installer une flotte militaire : la classis « flotte », d'où le nom de « Classe » gardé jusqu'à nos jours par le quartier portuaire de la ville. En 402, pendant le règne d'Honorius, Ravenne devint, du fait de sa position stratégique plus favorable, le lieu de résidence de l'empereur à la place de Milan, trop exposée aux attaques terrestres des Barbares. Par l'Adriatique, Ravenne était en communication aisée avec Constantinople, capitale de l'Empire romain d'Orient, et continua d'être le centre de l'Empire d'Occident jusqu'à la déposition de Romulus Augustule, dernier empereur, en 476. Elle devint alors la capitale du royaume d'Italie d'Odoacre, puis à partir de 493 celle du royaume des Ostrogoths, sous Théodoric le Grand, qui englobait l'Italie, la Rhétie, la Dalmatie et la Sicile. En 540, sous le règne de Justinien, Ravenne fut reconquise par le général de l'empire d'Orient Bélisaire, reprise par les Ostrogoths et à nouveau reconquise, au terme de la guerre des Goths, par le général de l'empire d'Orient Narsès en 552, dont les victoires inaugurent l'Italie byzantine.
C'est pour faire face aux invasions des Lombards à partir de 568, que Ravenne, par un édit de l'empereur Maurice, devint le siège de l'exarchat de Ravenne. La concentration de tous les pouvoirs civils et militaires entre les mains de l'exarque, représentant personnel de l'empereur romain d'Orient, favorisa à long terme l'émancipation des territoires de l'Italie byzantine vis-à-vis du pouvoir impérial de Constantinople. L'archevêque de Ravenne était anciennement le primat de l'Exarchat et prétendait rivaliser avec le pape ; mais, lors d'un concile tenu en 679, il fut obligé de renoncer publiquement à ses prétentions à l'indépendance.
En 752, Ravenne fut prise  par Aistolf, roi des Lombards. Deux ans après, Pépin le Bref, roi des Francs, la lui enleva et la donna au Saint-Siège.
En 1198, la cité prend la tête de la ligue des villes de Romagne soulevée contre l'empereur germanique d'Occident, Frédéric, avec l'appui du pape. À l'issue de la guerre de 1218, la famille des Traversari s'imposa à la tête de la ville, et s'y maintint jusqu'en 1240. Dirigée ensuite pendant quelques années par un vicaire du Saint Empire romain germanique, Ravenne fut restituée aux États pontificaux en 1248 et confiée à l'autorité des Traversari jusqu'à ce qu'en 1275, la famille des Da Polenta prenne la direction des affaires. C'est au cours de ce siècle que vécut à Ravenne son plus fameux citoyen, le poète Dante Alighieri. Ravenne fut soumise par Bologne, puis en 1440 le dernier podestat de la famille des Da Polenta, Ostasio III da Polenta, fut chassé par la république de Venise, qui annexa la ville.
Après la bataille d'Agnadel en 1509, elle fut restituée à la papauté et devint la capitale de la Romagne. En 1512, les Français, commandés par Gaston de Foix-Nemours, y remportèrent sur les Espagnols et les troupes du pape Jules II une victoire éclatante.
Ravenne fit partie du royaume d'Italie à partir de 1861.

## Patrimoine
La ville est mondialement réputée pour ses monuments de style byzantin qui possèdent un ensemble incomparable de mosaïques du haut Moyen Âge :
- Mausolée de Galla Placidia (vers 430) ;
- Mausolée de Théodoric (années 520) ;

- Basilique Sant'Apollinare nuovo (493-526) ;
- Basilique Saint-Vital (526-547) ;
- Basilique Sant'Apollinare in Classe (549) ;

- Chapelle archiépiscopale (450) ;
- Baptistère des Orthodoxes (450) ;
- Baptistère des Ariens (vers 500).

Ces monuments paléochrétiens forment un ensemble unique inscrit sur la Liste du patrimoine mondial de l'UNESCO. Les mosaïques qu'ils renferment, dans un état de conservation remarquable, fournissent une documentation iconographique exceptionnelle sur le monde byzantin de Théodose Ier à Justinien.
On peut aussi y voir le tombeau de Théodoric l'Amale, dit le Grand, roi des Ostrogoths. Ce mausolée construit, vers 520, est remarquable par sa coupole formée d'un monolithe d'Istrie, d'un mètre d'épaisseur, trente-trois mètres de circonférence et pesant trois cents tonnes.
Le poète italien Dante Alighieri est mort à Ravenne en 1321. Le célèbre tombeau de Dante se trouve entre le parvis de l'église du couvent San Francesco et son cloître, dans le centre-ville historique. Le théâtre principal de Ravenne est aussi nommé théâtre Dante Alighieri.
La forteresse de Rocca Brancaleone (it) est une construction vénitienne du XVe siècle.
Ravenne accueille la Faculté du patrimoine culturel de l'université de Bologne.

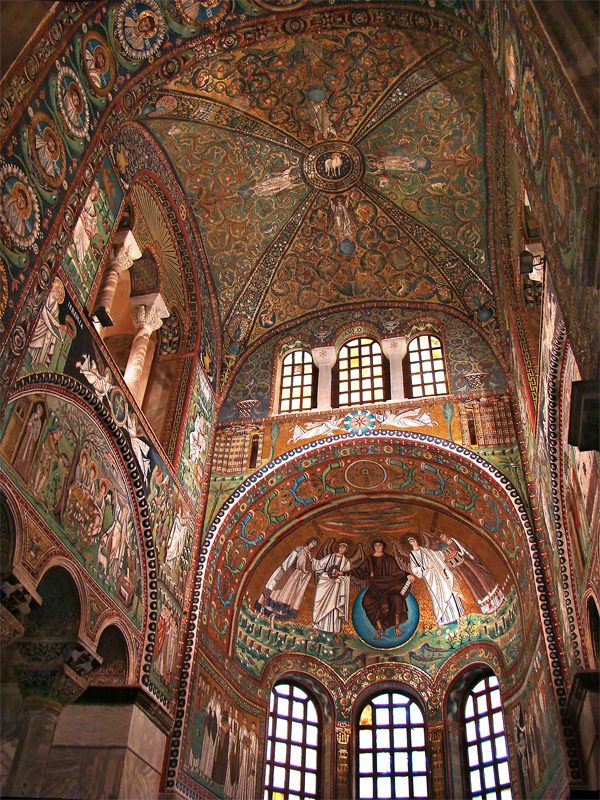
Mosaïques de la basilique Saint-Vital (VIe siècle).
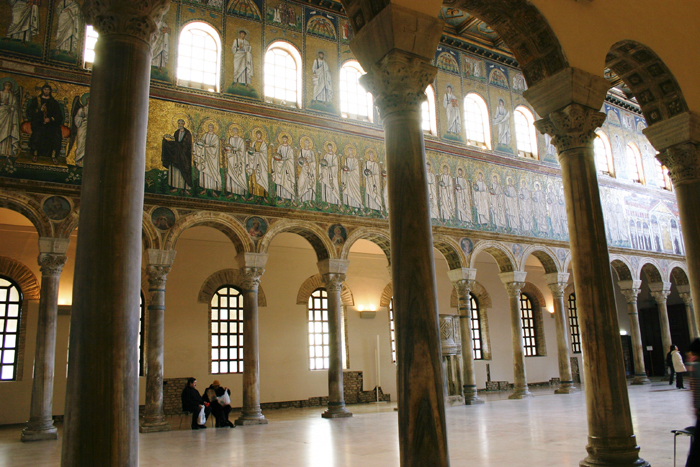
Intérieur de la basilique Sant'Apollinare nuovo (VIe siècle).
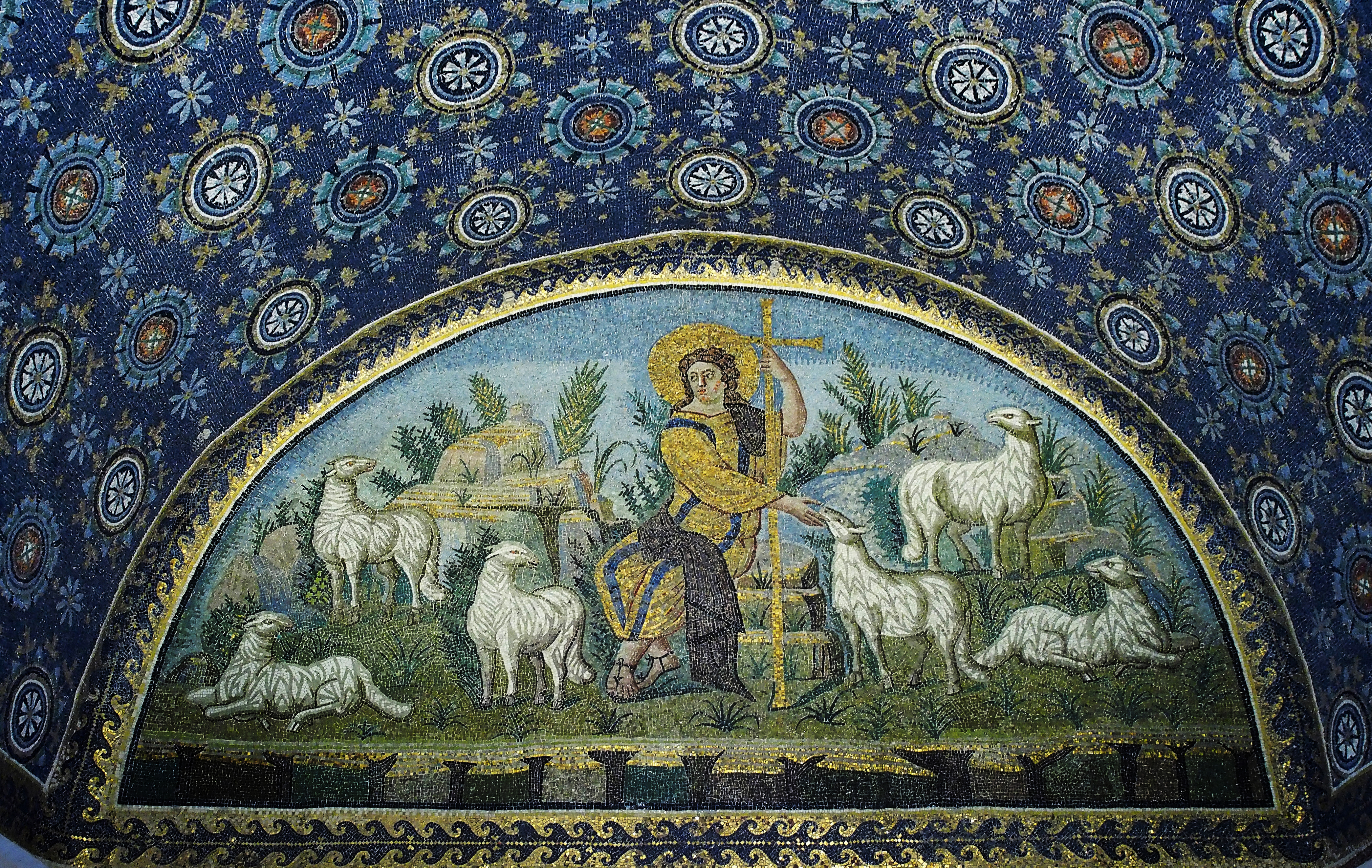
Le Bon Pasteur du mausolée de Galla Placidia (Ve siècle).
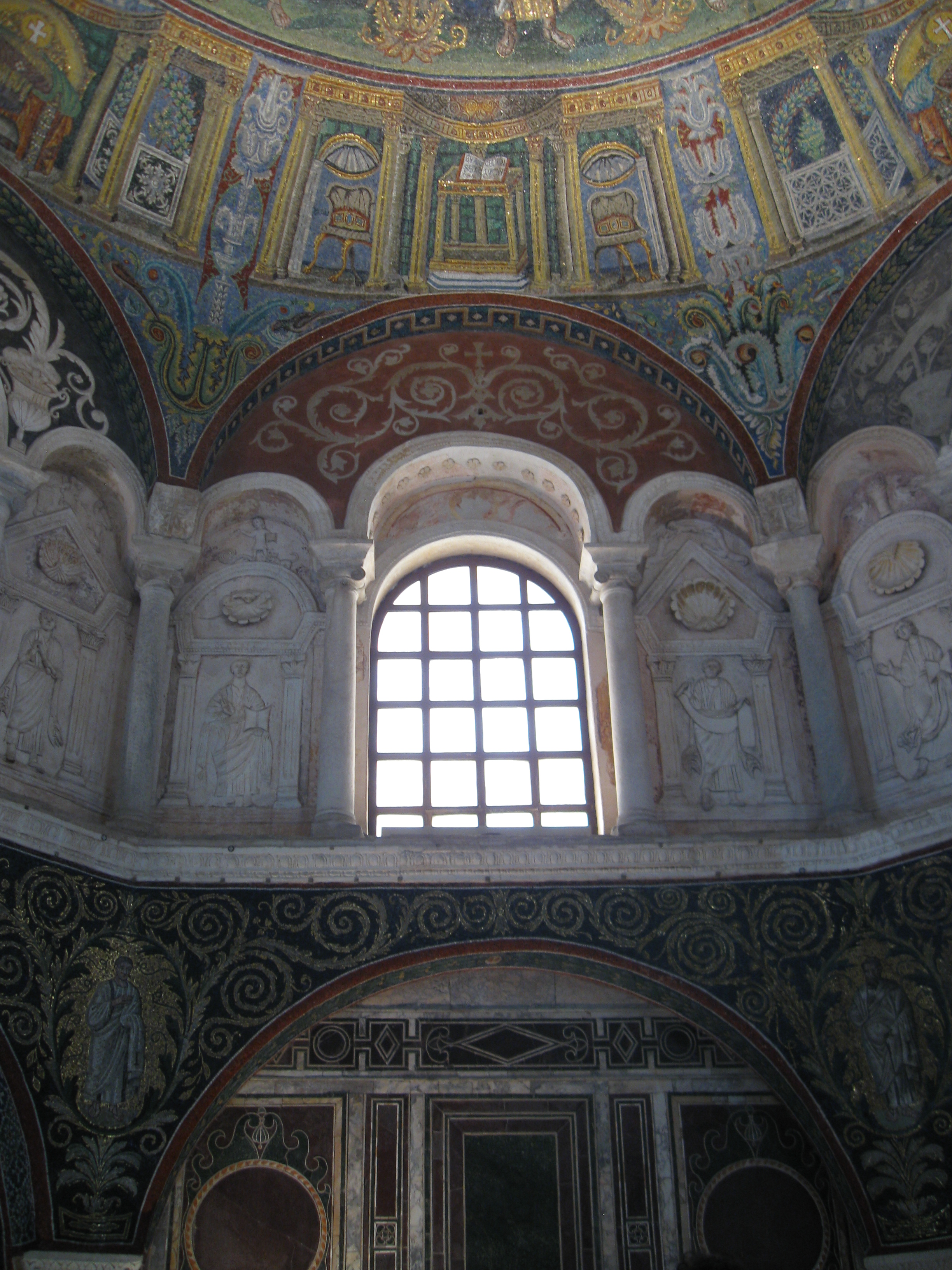
Intérieur du baptistère des Orthodoxes (Ve siècle).
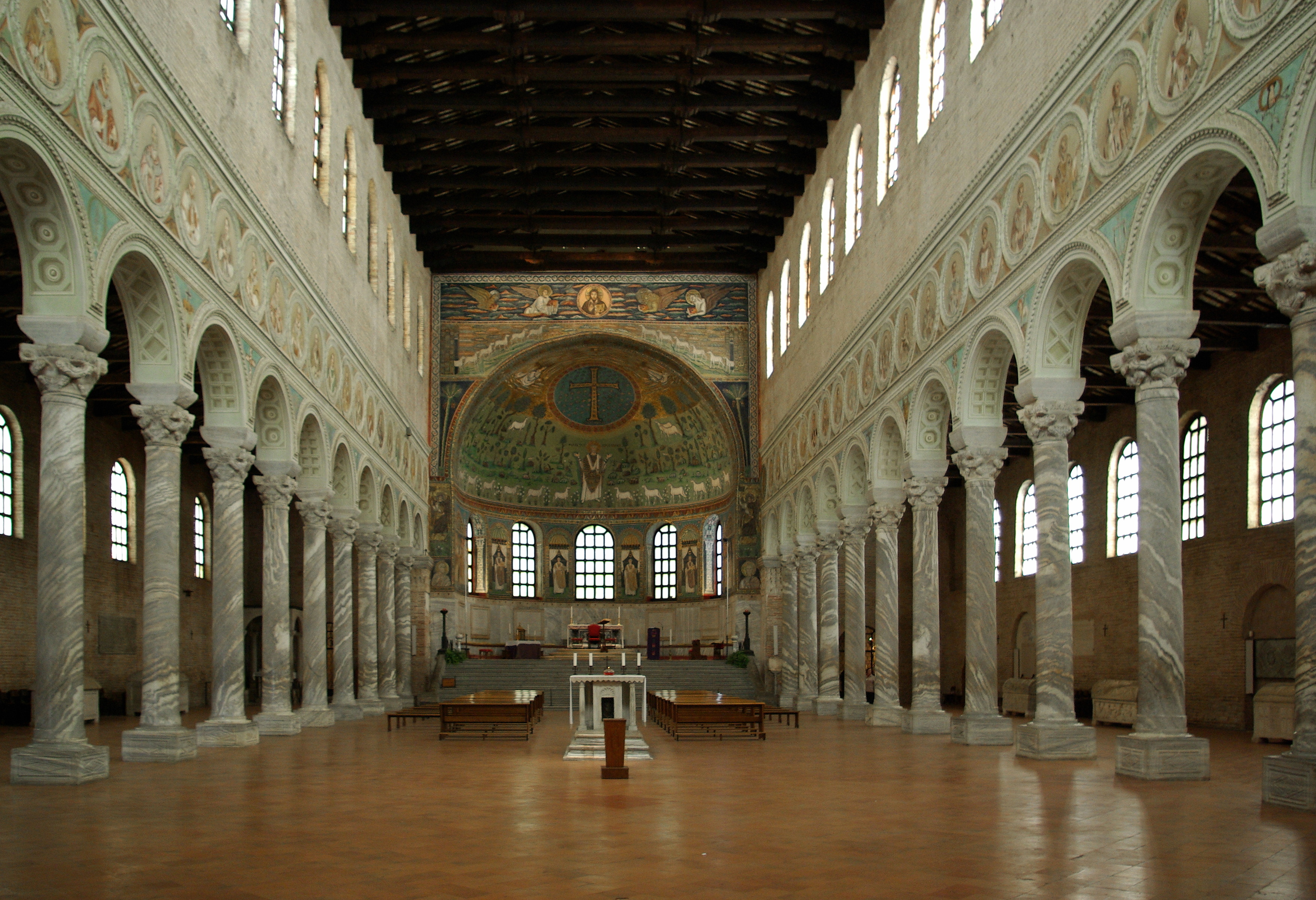
Nef et abside de la basilique Sant'Apollinare de Classe (VIe siècle).
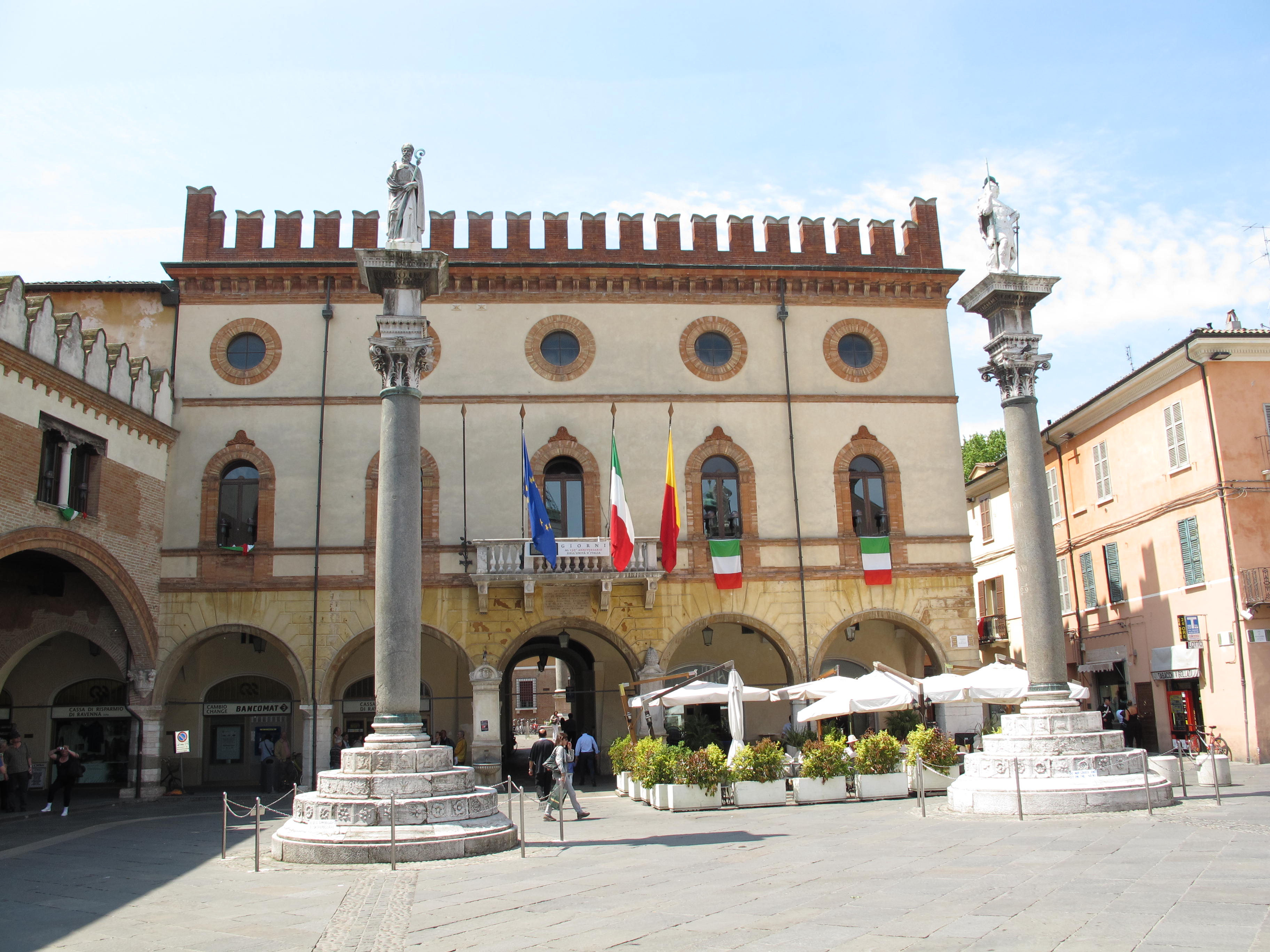
Piazza del Popolo dans le centre de Ravenne.
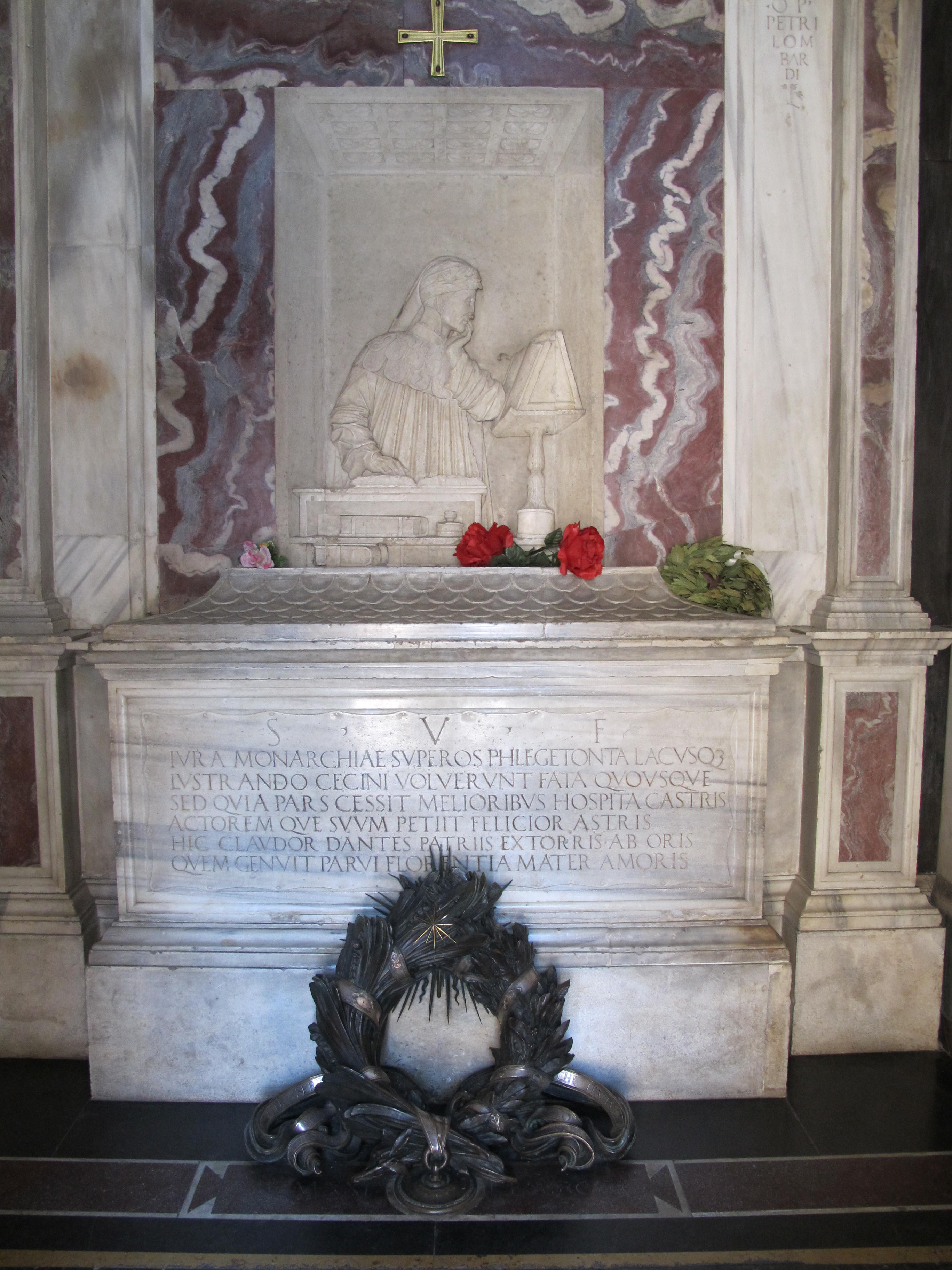
Sépulture de Dante Alighieri.
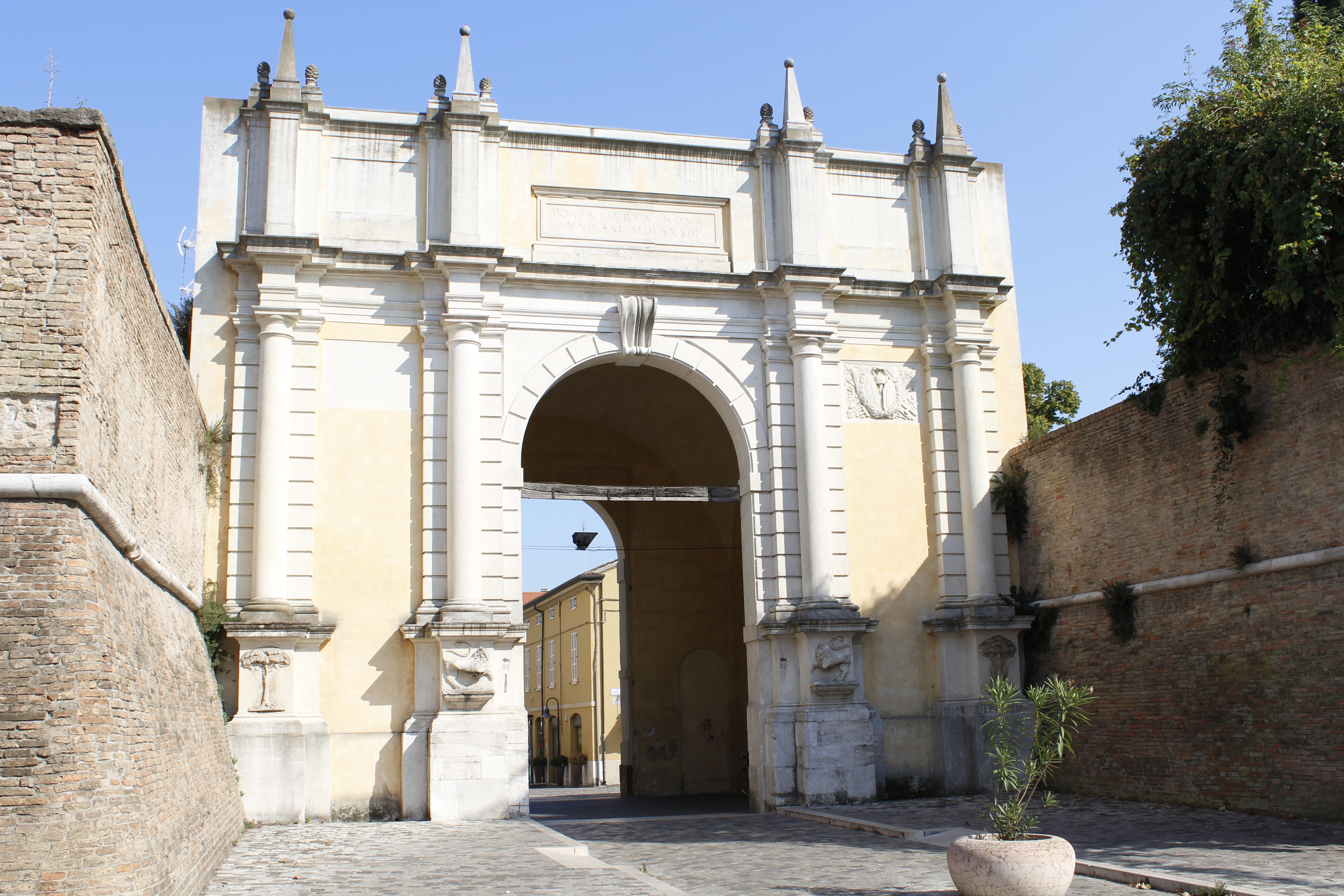
Porte Adriana.
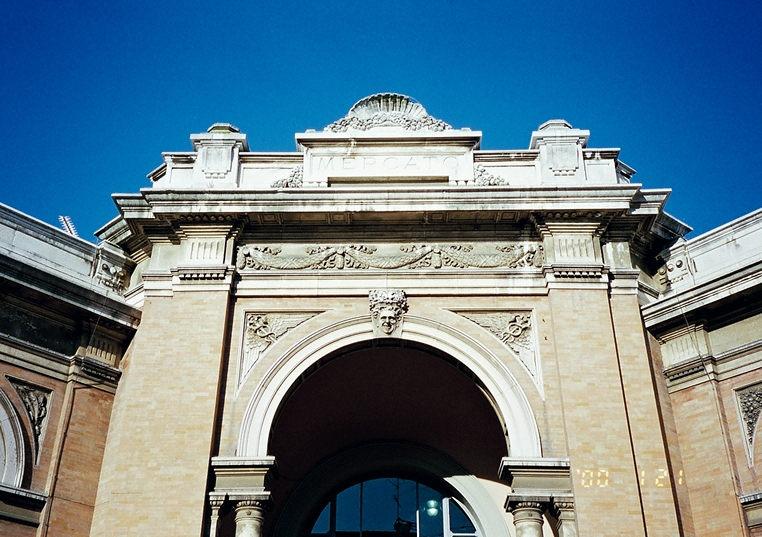
Entrée du marché couvert.
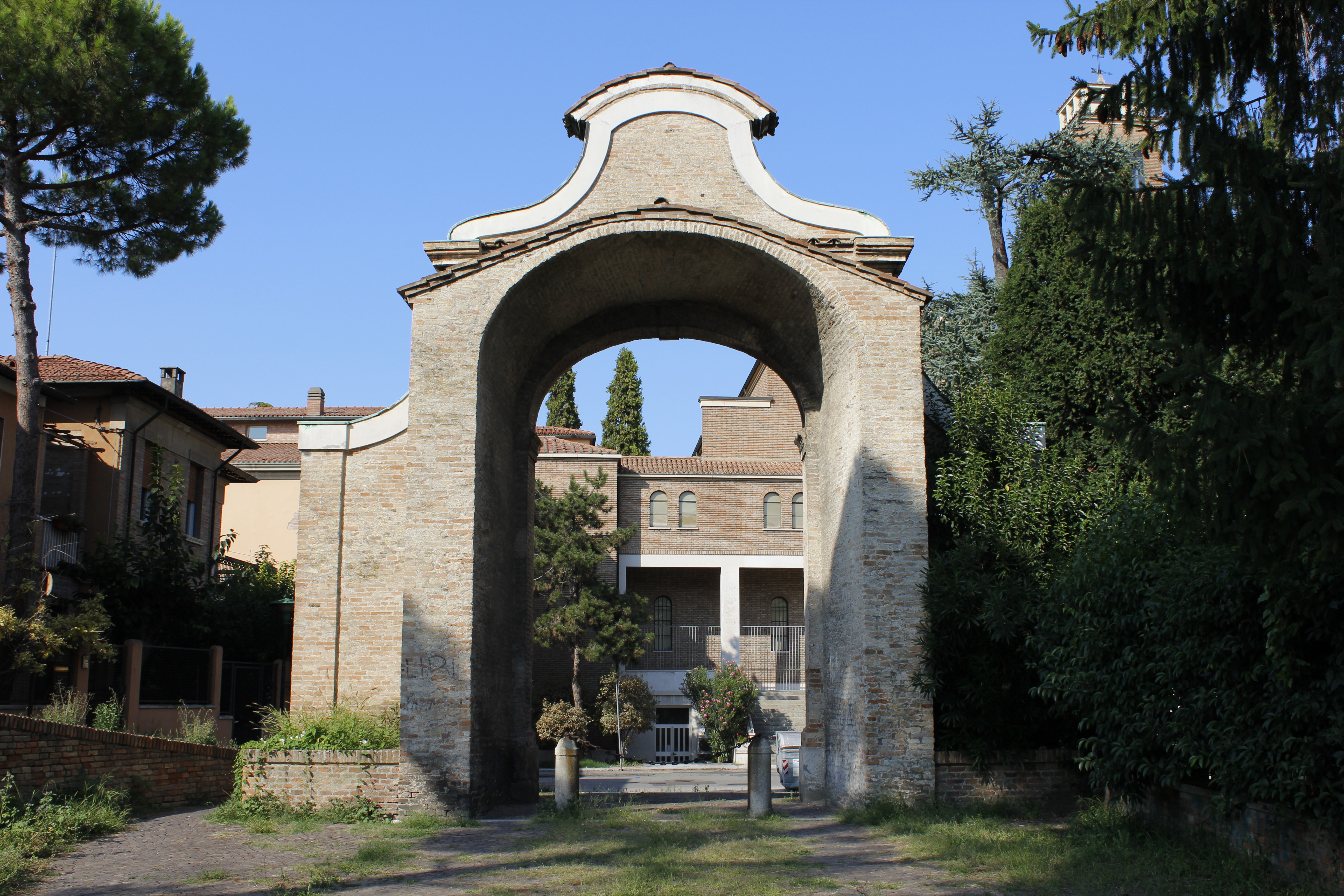
Porta Gaza.

## Administration
| Période                                  | Période  | Identité                | Étiquette | Qualité |
| ---------------------------------------- | -------- | ----------------------- | --------- | ------- |
| 1997                                     | 2006     | Vidmer Mercatali (it)   | DS        |         |
| 28 mai 2006                              | 2016     | Fabrizio Matteucci (it) | PD        |         |
| 21 juin 2016 (réélu en octobre 2021)     | En cours | Michele De Pascale (it) | PD        |         |
| Les données manquantes sont à compléter. |          |                         |           |         |

### Hameaux
Classe (port antique), Lido di Dante, Lido Adriano, Punta Marina, Marina di Ravenna, Marina Romea, Casalborsetti, Mandriole, San Romualdo, Camerlona, Piangipane, Fornace Zarattini, Villanova di Ravenna, San Michele, San Marco, Ghibullo, San Zaccaria, Fosso Ghiaia, Porto Fuori, Sant'Alberto, Savarna, Conventello, Mezzano, Ammonite

### Communes limitrophes
Alfonsine, Argenta (FE), Bagnacavallo, Bertinoro (FC), Cervia, Césène (FC), Comacchio (FE), Forlì (FC), Russi

### Jumelages
La ville de Ravenne est jumelée avec :
- Chartres (France) depuis 1957 ;
- Spire (Allemagne) depuis 1989 ;
- Chichester (Royaume-Uni).

## Population

### Évolution de la population en janvier de chaque année
| 1861   | 1901   | 1931   | 1961    | 1991    | 2001    | 2010    |
| ------ | ------ | ------ | ------- | ------- | ------- | ------- |
| 55 973 | 62 723 | 76 335 | 115 188 | 135 844 | 134 631 | 158 739 |

### Main d'œuvre immigrée
Selon les données de l’Institut national de statistique (ISTAT) au 1er janvier 2023, la population étrangère résidente était de 17 664 personnes. Les nationalités majoritairement représentatives (supérieures à 500) étaient :
| Pos. | Pays              | Population |
| ---- | ----------------- | ---------- |
| 1    | Roumanie          | 4 071      |
| 2    | Albanie           | 2 448      |
| 3    | Nigeria           | 1 136      |
| 4    | Ukraine           | 950        |
| 5    | Sénégal           | 941        |
| 6    | Macédoine du Nord | 855        |
| 7    | Maroc             | 765        |
| 8    | Moldavie          | 566        |
| 9    | Pologne           | 519        |

## Ravenne dans la littérature
Dante situe l'entrée du Paradis dans la forêt de Classe, à quelques kilomètres de Ravenne. La ville fut appréciée par Boccace et par Lord Byron. Elle a fait l'objet d'un récit de Vernon Lee à la fin du XIXe siècle, Ravenne et ses fantômes (éditions françaises, Alidades, 2009).

## Honneur
L'astéroïde (251619) Ravenna a été nommé en son honneur.